# Джіу-джитсу
Джіу-джитсу (яп. 柔術 jūjutsu, джю:джюцу) також відоме як джиу-джитсу — японське бойове мистецтво, яке вивчає техніку і тактику ведення ближнього бою зі зброєю або без, та може бути використане в обороні або наступі, аби вбити або приборкати одного або більше супротивників. Деякі техніки джіу-джитсу були використані як основа для розвитку багатьох сучасних бойових мистецтв та єдиноборств, таких як дзюдо, айкідо, самбо, Бразильське джіу-джитсу та змішані єдиноборства (MMA).

## Історія
Джіу-джитсу, як сформоване окреме бойове мистецтво виникло у 16 ст. серед самураїв. Фактично через те, що самураї, під час бойових дій, носили залізні обладунки, які користуючись ударною технікою неможливо було пробити рукою чи ногою, виникла необхідність у рукопашному бойовому мистецтві, яке б дозволило одержати перемогу проти воїна в обладунках. Зрозуміло, що будь-яке бойове мистецтво сягає корінням глибину віків. Джіу-джитсу не виняток. Батьками джіу-джитсу можна вважати Сумо(сформувалося у 6-7 ст.), Йороі-куміучі (варіант сумо для боротьби в обладунках)(10-11 ст) і Когусоку-дзюцу (15-16 ст). Саме Когусоку-дзюцу стало безпосередньою основою для джіу-джитсу. Саме у цій боротьбі з'явилися кидки через стегно, спину, багато прийомів на задушення, заломи, перевертання супротивника головою донизу з наступним ударом об землю, удари руками й ногами по неприкритих обладунками відкритих ділянках тіла і т. ін. Це бойове мистецтво також можна вважати батьком дзюдо й айкідо.
Мистецтво джіу-джитсу бере свій початок в періоді Сенґоку японської історії. У 1532 році Хісаморі Такеноучі, військовий тактик і правитель провінції Мімасака, об'єднав різні військові мистецтва, які використовувалися в ближньому бою в ситуаціях, коли зброя виявлялася неефективною.
Японські техніки рукопашного бою сфокусувалися на кидках, знерухомленні, блокуванні та задушенні, оскільки ударна техніка неефективна проти обладунків. Крім того, деякі оригінальні форми джіу-джитсу, такі як Такеноучі-рю, інтенсивно використовували контратаки проти довгої холодної зброї, як-от мечі та списи, за допомогою кинджалів і іншої короткої холодної зброї. На початку  XVII століття в період Едо джіу-джитсу отримало стимул до розвитку завдяки жорстким законам проти військових дій, накладеним сьогунатом Токугава, охопленим впливом китайської філософії, яка проникла до Японії в ході Імджінської війни з Кореєю. У цей час зброя та обладунки перетворилися на домашні декорації, так що рукопашні бої процвітали як форми самооборони, і були створені нові техніки з урахуванням протидії неозброєному противнику.
Поступове проникнення до Японії китайської філософії та бойових мистецтв додало до арсеналу джіу-джитсу удари руками й ногами по вразливих місцях людського тіла.

## Принцип джіу-джитсу
Він складається з двох слів. Ієрогліф 柔 («джіу») означає м'який, гнучкий, піддатливий, поступливий, а 術 («джитсу») перекладається як техніка, спосіб або мистецтво. Отже, джіу-джитсу — це м'яка, або піддатлива техніка, в англійській мові часто перекладається як «ніжне мистецтво» англ. the gentle art. Майстер джіу-джитсу поступається натиску супротивника доти, поки той не опиниться у пастці, а тоді звертає дії ворога проти нього самого. Роз'яснюючи головний принцип джіу-джитсу («піддатися, щоб перемогти»), наставники наводять приклад того, що гілка під вагою снігу згинається доти, поки не скине його, і що гнучка верба розпрямляється після бурі, а могутній дуб лежить повалений. Джіу-джитсу набуло розвитку серед самураїв феодальної Японії як метод ураження озброєного та захищеного супротивника без використання зброї. Мистецтво джіу-джитсу рідко практикувалося в нижчих шарах населення, які не мали права носити зброю, оскільки техніка його досить складна у вивченні і існувала тільки всередині шкіл (рю).
Джіу-джитсу широко практикувалося в армії, його вивчали самураї.
До епохи Едо джіу-джитсу входило до програми шкіл, де навчалися боротьби без зброї (як без обладунків, так і в обладунках) і фехтуванню, включаючи кендзюцу; в деяких  рю  також верховій їзді, стрільбі з лука і плаванню.
Найбільший розквіт джіу-джитсу припадає на епоху Токугава, коли після низки воєн і смути настав тривалий період спокою. Тоді число  рю  досягало 700.
Основні відмінності між школами полягали в постановці дихання, базових стійках і переважання тієї чи іншої групи прийомів.
Існує безліч різновидів джіу-джитсу, що призводить до різноманіття підходів. Школи джіу-джитсу можуть використовувати всі форми боротьби так чи інакше (тобто, кидки, захвати, заломи, утримання, видавлювання, укуси, вивільнення, удари руками, удари ногами). Як доповнення до джіу-джитсу багато шкіл також навчали роботи зі зброєю. Крім назви «джіу-джитсу» також використовувався ряд інших термінів: «тайдзюцу», «когусоку», «торіде», «Хакудо» і «явара» і навіть «дзюдо».

### Напрямки застосування
Джіу-джитсу як система технік і знань може застосовуватись в трьох основних напрямах:
- спорт і здоров'я
- самозахист
- бойове і спеціальне застосування

## Сучасне і традиційне джіу-джитсу
Комплексно, бойове мистецтво джіу-джитсу охоплює декілька різноманітних стилів та підвидів, а також різні традиції та напрями його вивчення (умовно — школи). Відповідно до цих напрямів, джіу-джитсу умовно поділяється на традиційне та сучасне.

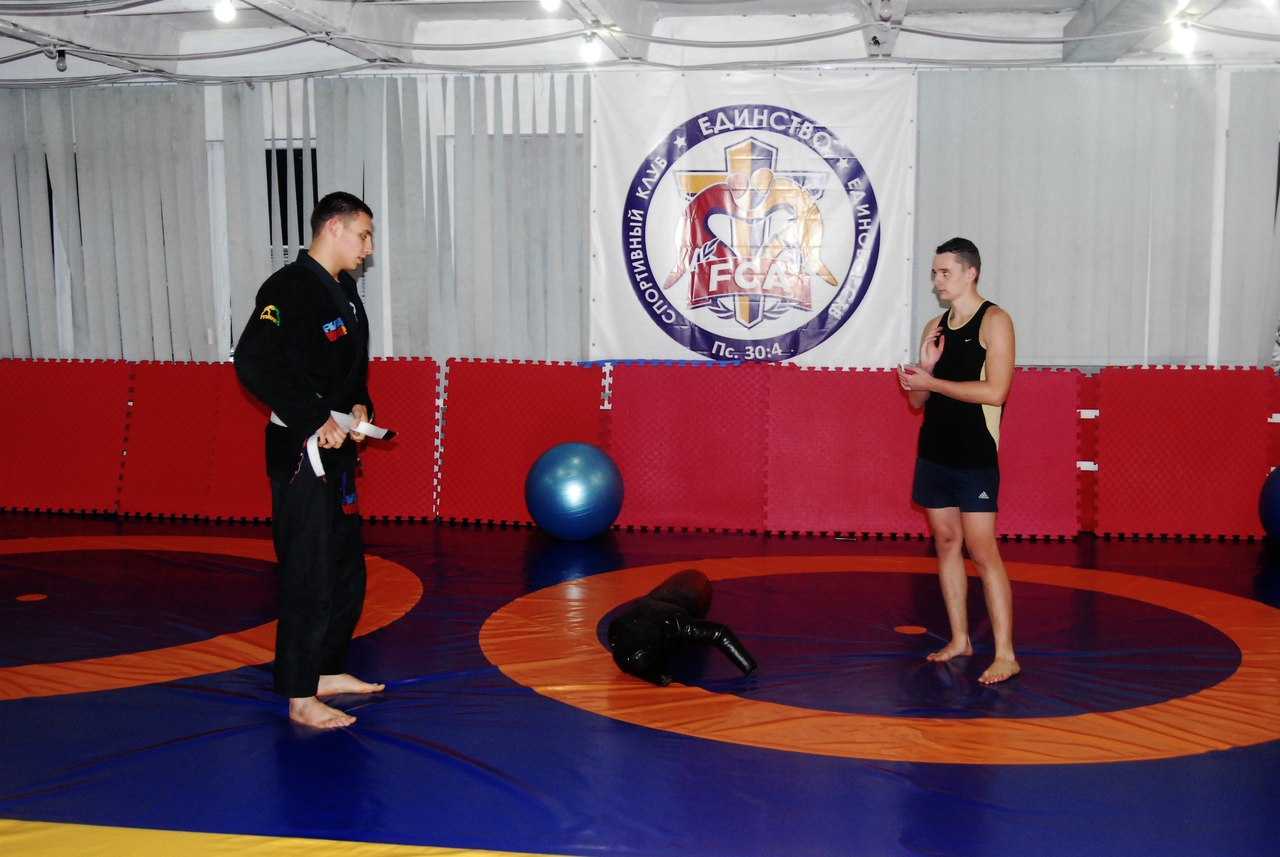

Техніка сучасного джіу-джитсу значною мірою складається з борцівських технік (захвати, заломи, зчеплення і захоплення, підніжки, кидки, звалювання, утримування і визволення, інше позиційне маневрування) та больових і задушливих прийомів (дія на суглоби, м'язи, артерії та больові точки), а меншу частину її обсягу складає ударна техніка рук і ніг (удари пальцями, кулаками, долонями, ліктями, головою, колінами та стопами). Іншими словами є технікою комплексного рукопашного бою.
Традиційне ж джіу-джитсу охоплює боротьбу зі зброєю та в обладунках, а також прийоми шокового, травматичного та смертельного впливу. Як зброя може використовуватись військова зброя (холодна чи вогнепальна), а також будь-які предмети побуту. Класичними видами бойового обладнання в джіу-джитсу вважаються явара (паличка завдовжки від 15 до 30 см), дзе (дубинки завдовжки приблизно один метр) і бо (жердина завдовжки 2-2,5 метра), а також вей (мотузка або пояс) і танто (ніж).
Традиційно, людину, яка практикує джіу-джитсу називають джіу-джитсука. В українській мові частіше вживають словосполучення «борець джіу-джитсу» чи «боєць джіу-джитсу».

## Розвиток і вплив джіу-джитсу
Джіу-джитсу мало великий вплив на інші бойові мистецтва. Техніки джіу-джитсу прямо чи опосередковано запозичені багатьма сучасними системами самозахисту. Джіу-джитсу посприяло причиною виникнення таких бойових мистецтв як Самбо, Дзюдо, Айкідо, також воно є основною складовою частиною грепплінгу та інших видів боротьби на підкорення.
Нижче наведено стилі джіу-джитсу, що відійшли від традицій японського бойового мистецтва і практично трансформувались в окремий вид єдиноборств:
- Американське джіу-джитсу — система спортивної підготовки бійців змішаного стилю та грепплерів в США.
- Бразильське джіу-джитсу — самостійний вид дзюдзюцу з особливим акцентом на боротьбі в партері, розроблений бразильським кланом Ґрейсі.
- Німецьке джіу-джитсу — система підготовки службовців силових структур і військовослужбовців Збройних сил Німеччини.